# 새는
《새는》은 2006년 2월 25일에 MBC에서 방영한 베스트극장이다.

## 등장 인물

### 주요 인물
- 도한 : 김상진 역
- 김은주 : 이현주 역
- 김부생 : 김민석 역
- 이켠 : 윤호철 역

### 그 외 인물
- 신복숙
- 이대연 : 교사 역
- 장미화 : 음악교사 역
- 오정석
- 유재근

### 우정출연
- 서지혜 : 정은서 역